# Synagoga Główna w Barcelonie

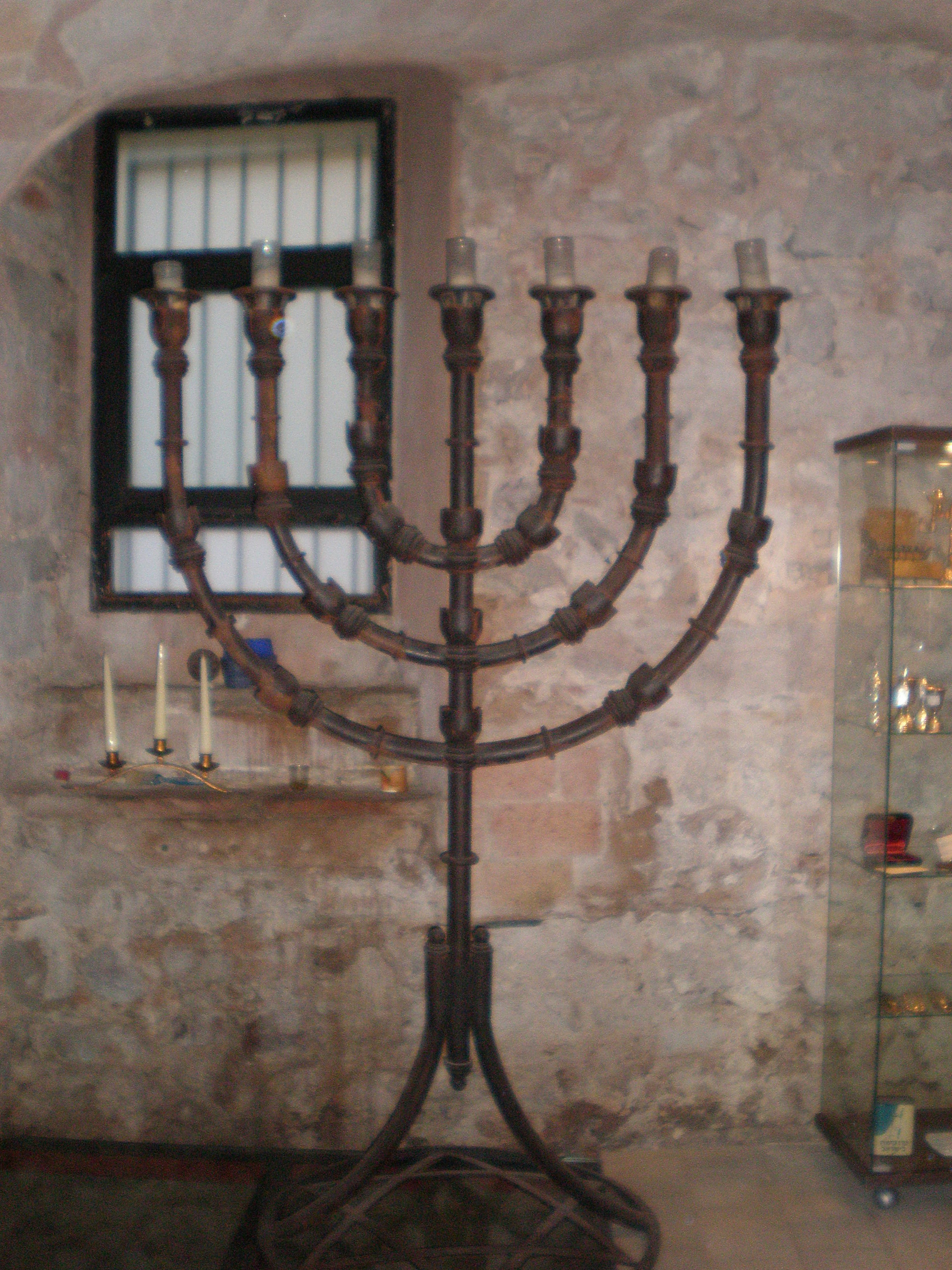
Menora w Synagodze Głównej w Barcelonie

Synagoga Główna w Barcelonie (kat. Sinagoga Major de Barcelona, hiszp. Sinagoga Mayor de Barcelona) – dawna synagoga położona w centrum Barcelony; jeden z najstarszych tego typu budynków w Europie. Budynek pełnił na przestrzeni wieków różne funkcje, od 2002 mieści się w nim muzeum żydowskie, w najważniejsze święta żydowskie odbywają się w nim nabożeństwa.
Badania archeologiczne wskazują, że pierwszy budynek na miejscu dzisiejszej synagogi znajdował się już w III lub IV wieku, nie jest jednak pewne, jaka była jego funkcja. W XIII wieku synagoga została poważnie rozbudowana, będąc już wtedy najważniejszą z kilku żydowskich świątyń w mieście. W 1263 synagogę odwiedził król Aragonii Jakub I Zdobywca.
W 1391 gmina żydowska w Barcelonie została całkowicie zniszczona, ok. 300 Żydów – zamordowanych, a budynki synagog zaadaptowane na nowe cele. Synagoga Główna była kilkakrotnie przebudowywana, a jej pierwotne przeznaczenie – zapomniane. Dopiero w 1987 Jaume Riera y Sans rozpoczął poszukiwania budynku synagogi, o której wzmiankę znalazł w trzynastowiecznych dokumentach związanych z poborem podatków w Barcelonie. Jego poszukiwania kontynuował Miguel Iaffa. Doszukał się on cech architektury synagog w wyglądzie budynku, który faktycznie okazał się być Synagogą Główną.
Iaffe nabył budynek w 1995, kiedy został on wystawiony na sprzedaż przez poprzedniego właściciela. Następnie stanął na czele stowarzyszenia, które zajęło się jego konserwacją i remontem. Ponowne otwarcie synagogi miało miejsce w 2002, zaś w roku 2006 podarowano jej zabytkowy zwój Tory.